# Івановце
Івановце (словац. Ivanovce) — село, громада округу Тренчин, Тренчинський край. Кадастрова площа громади — 15.08 км².
Населення 1012 осіб (станом на 31 грудня 2020 року).

## Історія
Івановце згадується 1398 року.

## Географія
Протікає Івановський потік.

## Населення
| Рік:            | 1994. | 2004.   | 2014.    | 2024.    |
| --------------- | ----- | ------- | -------- | -------- |
| Кількість осіб: | 810   | 789     | 945      | 1084     |
| Різниця:        |       | -2,59 % | +19,77 % | +14,70 % |

| Рік:            | 2023. | 2024.   |
| --------------- | ----- | ------- |
| Кількість осіб: | 1070  | 1084    |
| Різниця:        |       | +1,30 % |